# David Roger Jones Owen
David Roger Jones Owen (Bynea, País de Gales, 27 de maio de 1942 - Swansea, 15 de janeiro de 2020) foi um engenheiro civil britânico.

## Morte
Morreu no dia 15 de janeiro de 2020, aos 77 anos de idade. 